# Mario Santiago Papasquiaro
Mario Santiago Papasquiaro, né à Mixcoac (Mexico) le 24 décembre 1953 et mort dans cette ville le 10 janvier 1998,,, est le nom de plume de José Alfredo Zendejas Pineda, poète mexicain et cofondateur du mouvement littéraire infraréaliste.

## Biographie
En 1976, Mario Santiago Papasquiaro fonde l'infraréalisme, un mouvement littéraire d'avant-garde qui représente une rupture avec la création littéraire mexicaine de l'époque. Considéré comme l'un des poètes mexicains les plus talentueux de la seconde moitié du XXe siècle, ses poèmes sont complexes, érudits et très métaphoriques. La majorité de son travail est encore inédite à ce jour.
Roberto Bolaño, l'autre fondateur de l'infraréalisme, s'est inspiré de Mario Santiago pour créer le personnage de Ulises Lima dans son roman Les Détectives sauvages.

### Livres
- 1995 - Beso eterno
- 1996 - Aullido de cisne

### Œuvres posthumes
- 2008 - Jeta de santo. Antología poética 1974-1977.
- 2008 - Respiración del laberinto

### En français
- Jardin fracturé, Zoème, 2020. Traduction Rafael Garido.
- Conseils d'1 disciple de Marx à 1 fan d'Heidegger, Allia, 2023. Traduction Samuel Monsalve.

### Dans les anthologies
- 1976 - Pájaro de calor, ocho poetas infrarrealistas
- 1979 - Bolaño, Roberto. Muchachos desnudos bajo el arcoiris de fuego. Once jóvenes poetas latinoamericanos, 1re éd.

### Dans les revues littéraires
- 1976 - Plural, n.º 61 (Mexico, D. F., octobre)
- 1976 - Plural, n.º 63, «Seis jóvenes infrarrealistas mexicanos» (Mexico, D. F., décembre)
- 1977 - Correspondencia infra, revista menstrual del movimiento infrarrealista, n.º 1, octobre/novembre.

### Comme éditeur
- 1974 - Zarazo 0: Objeto gráfico palpable de pretensiones combustibles, n.º 0 (Mexico, D. F., janvier)